# Pfarrkirche Schrattenberg

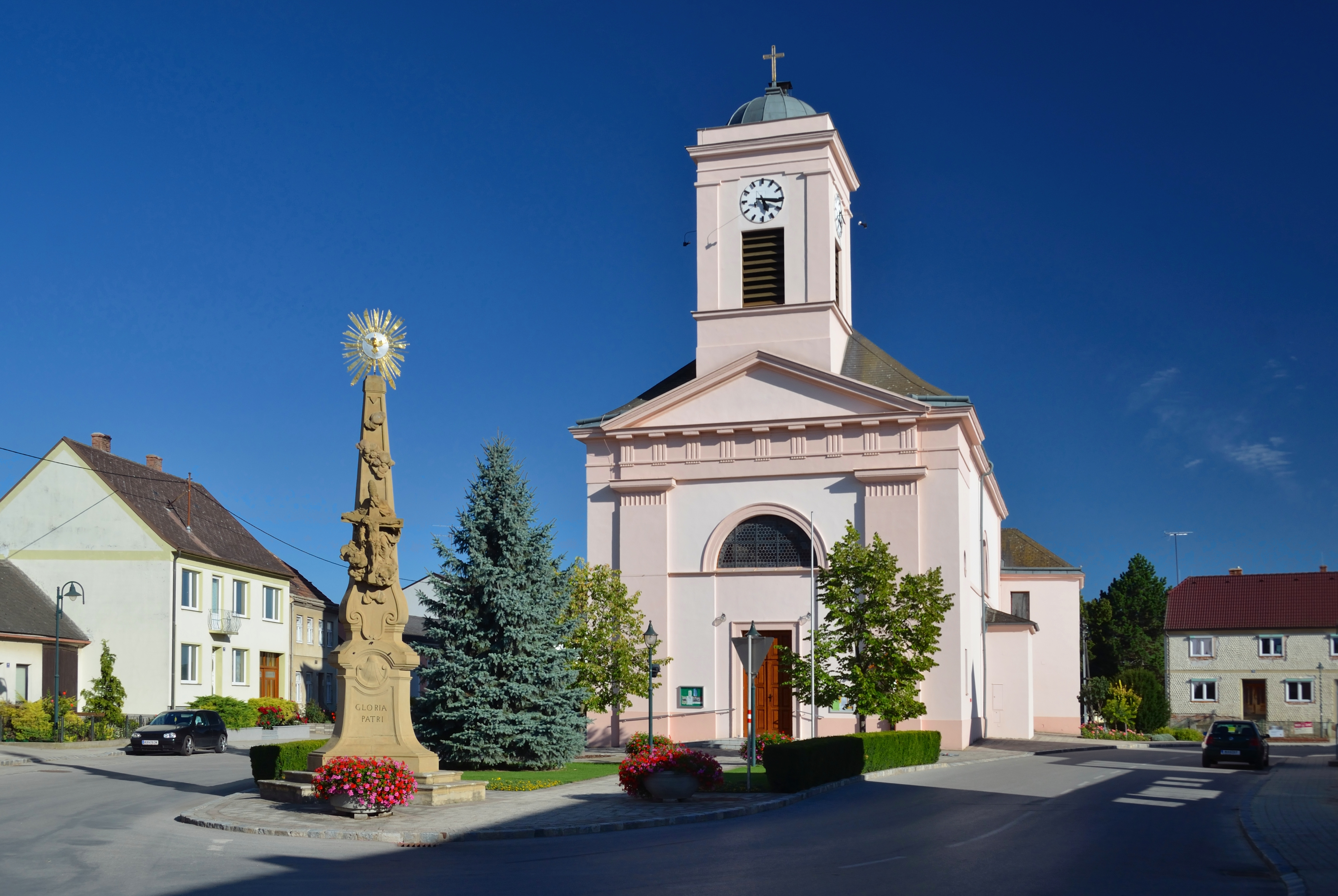
Katholische Pfarrkirche hl. Johannes der Täufer in Schrattenberg

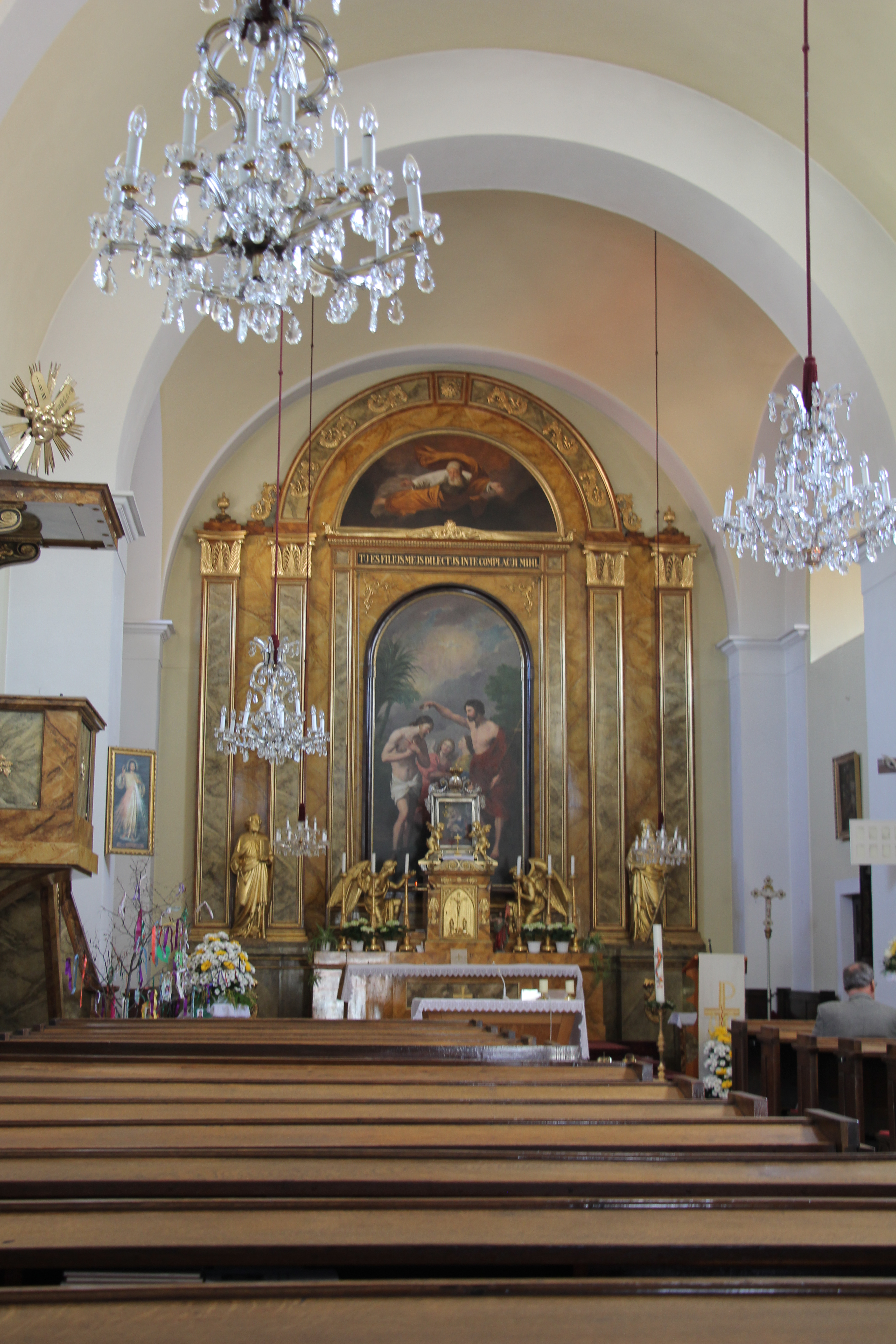
Langhaus, Blick zum Chor

Die römisch-katholische Pfarrkirche Schrattenberg steht auf dem Kirchplatz in der Ortsmitte in der Gemeinde Schrattenberg im Bezirk Mistelbach in Niederösterreich. Die dem Patrozinium hl. Johannes der Täufer unterstellte Pfarrkirche gehört zum Dekanat Poysdorf der Erzdiözese Wien. Die Kirche steht unter Denkmalschutz (Listeneintrag).

## Geschichte
Urkundlich wurde 1429 ein Vikariat genannt. 1544 war es ein Lehen der Liechtenstein. Im 17. Jahrhundert wurde die Pfarre gegründet.
Der Vorgängerbau wurde nach einem Brand 1685 wiederaufgebaut und im 19. Jahrhundert abgetragen. Der Neubau wurde von 1825 bis 1831 durch den Baumeister Poppelak erbaut.

## Architektur
Der schlichte Kirchenbau zeigt sich in klassizistischen Formen mit einer Ädikulafassade, Fassadenreiter und einem Chor mit einem geraden Schluss, am Langhaus gibt es nördlich und südlich flache Kapellenanbauten, südlich am Chor steht der Sakristeianbau. Die Westfront ist von Pilastern gerahmt mit einem Triglyphenfries und einem Dreieckgiebel, dahinter mit einem Fassadenreiter mit einem Haubendach. Die Seitenfassaden mit Halbrundfenstern sind mit Lisenen gegliedert.
Das Kircheninnere zeigt ein Langhaus mit einer zentralen Pendentifkuppel über einem quadratischen Mitteljoch, nördlich und südlich durch platzlgewölbte nischenartige Kapellenanbauten erweitert, im Ost- und Westjoch mit einem Tonnengewölbe über einem umlaufenden Gesims. Die Westempore mit einer vorschwingenden Brüstung ist platzlunterwölbt. Der etwas eingezogene Triumphbogen ist rundbogig. Der längrechteckige Chor mit einem geraden Schluss unter einem Platzlgewölbe ist mit Pilastern gegliedert, südlich gibt es ein offenes Oratoriumsfenster. Die südliche Sakristei ist platzlgewölbt.

## Einrichtung
Die Einrichtung entstand in der Bauzeit in klassizistischen Formen.
Der Hochaltar als Ädikulaaltar auf einem hohen Sockel mit einem Rundbogen über Pilasterpaaren trägt seitlich Konsolfiguren der Heiligen Peter und Paul, das Altarbild zeigt die Taufe Christi, das Aufsatzbild Gottvater, das Vorsatzbild Maria mit Kind in einem reichen barocken Rahmen aus dem 18. Jahrhundert.
Es gibt barocke Puttenfiguren und zwei Holzfiguren der Heiligen Sebastian und Rochus aus dem 17. Jahrhundert.
Die Orgel baute Josef Ullmann 1929.